# Aleksandr Wiertinski

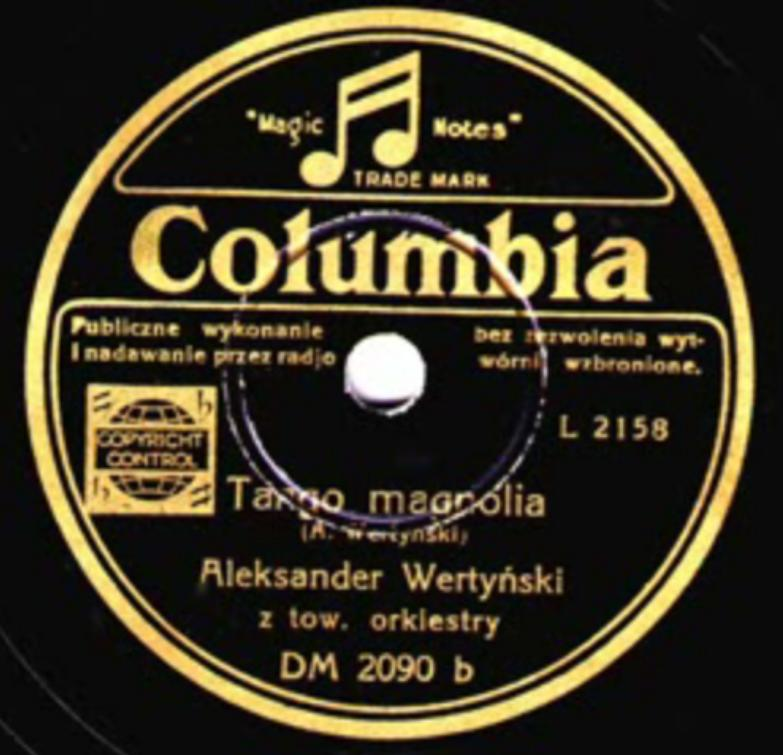
Tango magnolia (Wertyński)

Aleksandr Nikołajewicz Wiertinski, w Polsce znany jako Aleksander Wertyński (ros. Александр Huколаевич Вертинский, ur. 8 marca?/20 marca 1889 w Kijowie, zm. 21 maja 1957 w Leningradzie) – rosyjski pieśniarz, kompozytor, poeta i aktor. Mąż Lidiji Wiertinskiej. Ojciec radzieckiej aktorki Anastasiji Wiertinskiej.

## Życiorys
Wiertinski był autorem śpiewanych romansów, które uczyniły go najsłynniejszym rosyjskim bardem okresu międzywojennego, mimo że już wtedy przebywał on na emigracji, m.in. w Warszawie (wyemigrował z Rosji w 1919). Koncertował też na terenie całej Polski, m.in. 9 listopada 1924 roku wystąpił z recitalem w łódzkiej Filharmonii.
Do ZSRR powrócił w 1943 roku. Podczas wojny dawał koncerty m.in. dla żołnierzy Armii Czerwonej. W 1951 otrzymał Nagrodę Stalinowską. Jego utwory na język polski tłumaczyli m.in. Julian Tuwim oraz Jonasz Kofta.
Pieśni Wiertinskiego śpiewają m.in. Mieczysław Święcicki i Olena Leonenko.
Pochowany na Cmentarzu Nowodziewiczym w Moskwie.

## Wybrana filmografia
- 1913: Obryw jako Kadet (jeden z gości)
- 1928: Geheimnisse des Orients jako Wezyr
- 1953: Skanderbeg jako doża wenecki
- 1954: Anna na szieje jako Książę

## Polska dyskografia
- Longplay pt. Romanse cygańskie [Aleksandra Wertyńskiego] śpiewa  Mieczysław Święcicki (wyd. Polskie Nagrania, nr XL-0600 (mono) i SXL-0600 (stereo); lista utworów: A: „Żółty Anioł”, „Madame Irene”, „Liliowy Negr”, „Step Mołdawiański”, „Długa Droga”, „Zapomniane Pieszczoty” • B: „Litość Miej”, „Kominek Zgasł”, „Stary Cygan”, „Kto Mi Samotność Osłodzi”, „Chryzantemy”, „O Pieśni Me Prosisz”)